# Nilodorum brevibucca
Nilodorum brevibucca är en tvåvingeart som beskrevs av Jean-Jacques Kieffer 1922. Nilodorum brevibucca ingår i släktet Nilodorum och familjen fjädermyggor. Inga underarter finns listade i Catalogue of Life.